# 鏡味よし乃
鏡味 よし乃（かがみ よしの、1993年3月15日 - ）は、落語芸術協会に所属する太神楽師。鏡味繁二郎門下。本名∶上野 さくら。

## 芸歴
- 2011年4月 - 国立劇場第7期太神楽研修生となる。
- 2014年
  - 3月 - 研修を卒業。
  - 4月 - 鏡味繁二郎に入門、落語芸術協会の定席寄席で前座修行を行う。
- 2015年3月 - 前座修行修了。

## 経歴
北海道函館市生まれ、東京都多摩市育ち。高校卒業後、第7期国立太神楽養成所へ入所し、2014年に鏡味繁二郎に弟子入りする。高座名は「よし乃」。落語芸術協会の寄席で前座修業を1年間過ごし、2015年4月上席で初舞台。以降は芸協の定席を中心に活動している。

## 人物
趣味は狂言・歌舞伎鑑賞・吹奏楽・マーチング鑑賞、紅茶。